# District de Most
Le district de Most (en tchèque : okres Most) est un des sept districts de la région d'Ústí nad Labem, en Tchéquie. Son chef-lieu est la ville de Most.

## Liste des communes
Le district compte 26 communes, dont 6 ont le statut de ville (město, en gras) et 0 celui de bourg (městys, en italique) :

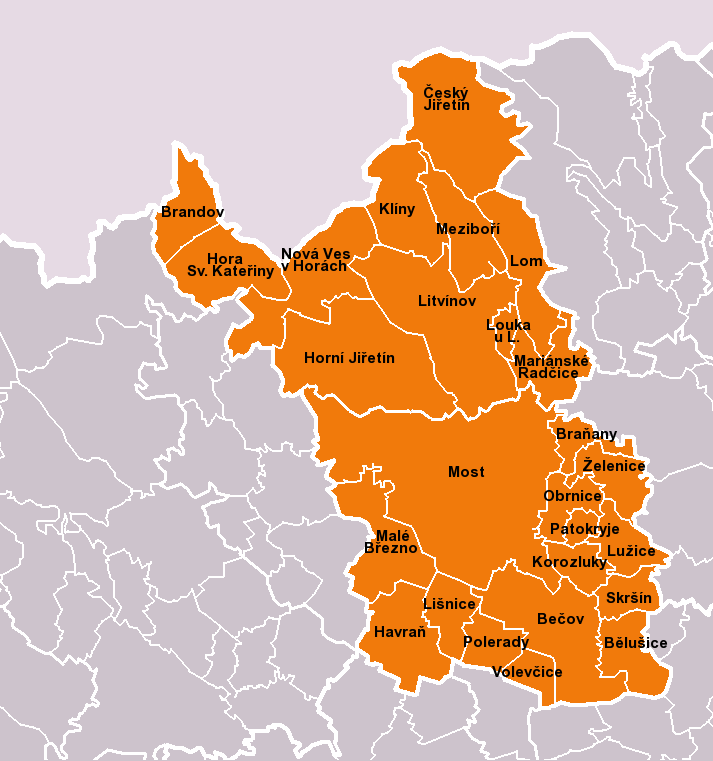
Carte du district de Most.

Bečov •
Bělušice •
Braňany •
Brandov •
Český Jiřetín •
Havraň •
Hora Svaté Kateřiny •
Horní Jiřetín •
Klíny •
Korozluky •
Lišnice •
Litvínov •
Lom •
Louka u Litvínova •
Lužice •
Malé Březno •
Mariánské Radčice •
Meziboří •
Most •
Nová Ves v Horách •
Obrnice •
Patokryje •
Polerady •
Skršín •
Volevčice •
Želenice

## Principales communes
Population des principales communes du district au 1er janvier 2023 et évolution depuis le 1er janvier 2022 :
| Most          | 63 856 | en augmentation |
| Litvínov      | 22 695 | en augmentation |
| Meziboří      | 4 627  | en diminution   |
| Lom           | 3 695  | en augmentation |
| Horní Jiřetín | 2 206  | en augmentation |
| Obrnice       | 2 057  | en augmentation |
| Bečov         | 1 389  | en diminution   |
| Braňany       | 1 197  | en diminution   |